# Kargapolje
Kargapolje (ros. Каргаполье) – osiedle typu miejskiego w Rosji, w obwodzie kurgańskim, ośrodek administracyjny rejonu kargapolskiego. W 2010 liczyło 8433 mieszkańców.

## Urodzeni
- Dumitru Diacov - mołdawski polityk.